# Megacyllene guarani
Megacyllene guarani es una especie de escarabajo longicornio del género Megacyllene, tribu Clytini, subfamilia Cerambycinae. Fue descrita científicamente por Carelli-Aragão y Monné en 2011.

## Descripción
Mide 24-25 milímetros de longitud.

## Distribución
Se distribuye por Argentina y Paraguay.